# Гнойно (Лодзинське воєводство)
Гнойно (пол. Gnojno) — село в Польщі, у гміні Кутно Кутновського повіту Лодзинського воєводства.
Населення — 147 осіб (2011).
У 1975-1998 роках село належало до Плоцького воєводства.

## Демографія
Демографічна структура станом на 31 березня 2011 року:
|          | Загалом | Допрацездатний вік | Працездатний вік | Постпрацездатний вік |
| -------- | ------- | ------------------ | ---------------- | -------------------- |
| Чоловіки | 66      | 12                 | 48               | 6                    |
| Жінки    | 81      | 15                 | 43               | 23                   |
| Разом    | 147     | 27                 | 91               | 29                   |